# Оранджвілл (Юта)
Оранджвілл (англ. Orangeville) — місто (англ. city) в США, в окрузі Емері штату Юта. Населення — 1224 особи (2020).

## Географія
Оранджвілл розташований за координатами 39°13′51″ пн. ш. 111°3′34″ зх. д. / 39.23083° пн. ш. 111.05944° зх. д. (39.230788, -111.059315).  За даними Бюро перепису населення США в 2010 році місто мало площу 3,49 км², уся площа — суходіл. В 2017 році площа становила 3,71 км², уся площа — суходіл.

## Демографія
Згідно з переписом 2010 року, у місті мешкало 1470 осіб у 490 домогосподарствах у складі 401 родини. Густота населення становила 421 особа/км².  Було 538 помешкань (154/км²).
Расовий склад населення:
| - 98,6 % — білих - 0,2 % — азіатів - 0,1 % — корінних американців - 0,1 % — чорних або афроамериканців |

До двох чи більше рас належало 0,5 %. Частка іспаномовних становила 1,4 % від усіх жителів.
За віковим діапазоном населення розподілялося таким чином: 32,9 % — особи молодші 18 років, 56,1 % — особи у віці 18—64 років, 11,0 % — особи у віці 65 років та старші. Медіана віку мешканця становила 31,9 року. На 100 осіб жіночої статі у місті припадало 107,6 чоловіків;  на 100 жінок у віці від 18 років та старших — 100,6 чоловіків також старших 18 років.
Середній дохід на одне домашнє господарство  становив 65 089 доларів США (медіана — 50 833), а середній дохід на одну сім'ю — 69 656 доларів (медіана — 61 719). Медіана доходів становила 54 167 доларів для чоловіків та 26 923 долари для жінок. За межею бідності перебувало 5,5 % осіб, у тому числі 4,1 % дітей у віці до 18 років та 0,0 % осіб у віці 65 років та старших.
Цивільне працевлаштоване населення становило 564 особи. Основні галузі зайнятості: роздрібна торгівля — 20,7 %, освіта, охорона здоров'я та соціальна допомога — 17,7 %, будівництво — 11,7 %, сільське господарство, лісництво, риболовля — 11,5 %.